# خورخي هومبيرتو لوبيز بورتيو
خورخي هومبيرتو لوبيز بورتيو هو سياسي مكسيكي، ولد في 29 مارس 1974 في ولاية خاليسكو في المكسيك. نشط حزبياً في الحزب الثوري المؤسساتي. وقد انتخب عضو مجلس النواب المكسيك ‏.